# Streptocaulon baumii
Streptocaulon baumii är en oleanderväxtart som beskrevs av Joseph Decaisne. Streptocaulon baumii ingår i släktet Streptocaulon och familjen oleanderväxter. Inga underarter finns listade i Catalogue of Life.